# Биксеј (Ендр)
Биксеј (фр. Buxeuil) насеље је и општина у централној Француској у региону Центар (регион), у департману Ендр која припада префектури Исуден.
По подацима из 2011. године у општини је живело 221 становника, а густина насељености је износила 11,19 становника/km². Општина се простире на површини од 19,75 km². Налази се на средњој надморској висини од 110 метара (максималној 161 m, а минималној 97 m).

## Демографија
| 1962. | 1968. | 1975. | 1982. | 1990. | 1999. | 2011. |
| ----- | ----- | ----- | ----- | ----- | ----- | ----- |
| 267   | 322   | 271   | 231   | 202   | 228   | 221   |

График промене броја становника у току последњих година